# Prototype (computerspel)
Prototype is een computerspel, ontwikkeld door Radical Entertainment. Het spel werd uitgebracht in Noord-Amerika op 9 juni 2009 en in Europa op 12 juni 2009.
Het spel speelt zich af in New York, waar een virus uitgebroken is dat mensen infecteert terwijl het leger het probeert te stoppen. De protagonist van het spel is Alex Mercer. Hij kan vijanden absorberen en van vorm veranderen. Wanneer hij iemand absorbeert kan hij de herinneringen en lichaam van het slachtoffer nemen.

## Krachten
De speler bestuurt het personage Alex Mercer. Zijn krachten muteren verder naarmate ze meer gebruikt worden. Daardoor zal hij naarmate de game vordert sneller kunnen lopen en zwaardere objecten kunnen optillen. Alex kan onder andere op de gevels van gebouwen lopen, honderden meters hoog springen en door de lucht zweven. Alex Mercer kan vuurwapens gebruiken en vechten zonder van vorm te veranderen. Alex zijn grootste kracht is dat hij van vorm kan veranderen, hij kan zijn armen veranderen in grote zwaardachtige messen, of zijn handen veranderen in grote steenharde knuppels.
Vanwege een ongeluk met een experiment bezit hij nu ongelooflijke krachten. Deze krachten hebben drie categorieën: Visies, Defensieve krachten en Offensieve krachten.
Er zijn twee visies, Warmte Visie, waarmee je door een rookwolk kan kijken en Infectie Visie, waarmee je kunt zien waar de geïnfecteerde mensen zijn. Defensieve krachten heeft ook twee soorten. Het schild dat Alex automatisch verdedigd en een harnas van verharde biomassa. De offensieve krachten zijn, een paar klauwen dat alles op zijn weg aan stukken rijt, deze kan geüpgraded worden met een Ground Spike, een verzameling spiesen die meer dan 20 meter verder uit de grond kunnen komen. Hierna komt een soort tentakel dat de whipfist heet, die kan uitstrekken, handig bij het verslaan van groepen mensen of vijanden van dichtbij en ver en om helikopters te kapen. Daarna komt de MuscleMass, die zorgt ervoor dat je kracht ontzettend verhoogd worden en je tot de mogelijkheid beschikken om auto's verder weg te gooien of om door mensen tegen de muren te gooien waarna ze uit elkaar vliegen. Hierna komt de Hammerfist, de meeste biomassa die je in je lichaam hebt wordt naar je vuisten geduwd. Deze krachten zijn handig om door pantser heen te gaan. De laatste kracht is een vlijmscherp zwaard, die kan worden gebruikt om mensen met gemak doormidden te hakken. Je hebt ook nog devestators die een verwoestende kracht hebben. Zoals al werd gezegd de ground-spike, kan de devestator daarvan een stuk of vijftien spiesen van 4m hoog uit de grond laten komen die alle voertuigen, geïnfecteerden enz. doorboren.

## Ontvangst
| Beoordeeld door         | Platform      | Datum            | Score |
| ----------------------- | ------------- | ---------------- | ----- |
| Playstation Illustrated | PlayStation 3 | 10 juni 2009     | 90%   |
| Thunderbolt Games       | Windows       | 16 juni 2009     | 90%   |
| GameLemon               | PlayStation 3 | 19 augustus 2009 | 85%   |
| MS Xbox World           | Xbox 360      | 18 juni 2009     | 85%   |
| GameLemon               | Windows       | 19 augustus 2009 | 85%   |
| Jeuxvideo.com           | Xbox 360      | 11 juni 2009     | 75%   |
| Cheat Happens           | Windows       | 16 juni 2009     | 70%   |
| GamersGlobal            | Windows       | 17 juni 2009     | 70%   |
| GameSpy                 | PlayStation 3 | 16 juni 2009     | 60%   |
| GameSpy                 | Windows       | 22 juni 2009     | 60%   |

## Trivia
- Het spel is opgenomen in het boek 1001 Video Games You Must Play Before You Die van Tony Mott.